# Кристенсен, Ларс Соби
Ларс Соби Кристенсен (норв. Lars Saabye Christensen; 21 сентября 1953, Осло) — норвежский писатель.

## Биография
Соби Кристенсен вырос в Скиллебекке (район Осло), но потом много лет жил в Сортланне, в Нур-Норге. Эти места сильно повлияли впоследствии на его творчество и встречаются практически во всех произведениях. В настоящее время писатель вернулся в Осло, точнее, в пригород Блиндерн. Он наполовину датчанин, имеет датское, а не норвежское гражданство и призывался на воинскую службу в Дании; однако пишет он на норвежском языке.
Соби Кристенсен изучал литературу, норвежский язык, историю искусств и историю идей. Поэтический сборник «История Глу», вышедший в 1976 году, принёс ему премию Тарьея Весоса за лучший дебют; однако самой первой его книгой стал сборник стихов «Grønt lys» («Зелёный свет»), изданный им самостоятельно в 19 лет.
Соби Кристенсен является автором ряда стихотворных сборников и пьес, а также нескольких сценариев фильмов; но в первую очередь он известен как автор рассказов и романов. Свой первый роман «Amatøren» он написал через год после дебюта, однако настоящая слава, в том числе и за пределами Норвегии, к нему пришла лишь в 1984 после публикации романа «Битлз». За эту книгу Соби Кристенсен получил премию издательства «Каппелен». Ещё через несколько лет вышел роман «Герман», удостоенный премии Ассоциации норвежских критиков.
В 2001 (к 25-летнему юбилею весьма плодотворной творческой деятельности) вышел роман «Полубрат». Помимо прочих наград, он принёс автору премию Браги и Литературную премию Северного Совета. «Полубрат» издан тиражом свыше 200 000 экземпляров и продаётся в 22 странах мира.
Являясь внутренним рецензентом и редактором выпускаемой издательством «Каппелен» антологии дебютов «Signaler» на протяжении ряда лет, Соби Кристенсен много помогал начинающим литературным талантам.
Ларс Соби Кристенсен является членом Норвежской Академии языка и литературы.
В 2006 он стал командором Ордена Святого Олафа, а в 2008 — кавалером французского Ордена искусств и литературы. В 2010 пьеса Кристенсена «Chet spiller ikke her», поставленная в Норвежском национальном театре, была номинирована на премию Ибсена.

## В составе Norsk Utflukt
С 1993 Соби Кристенсен является участником группы Norsk Utflukt, на выступлениях которой он читает свои стихи. На данный момент Norsk Utflukt выпустила четыре альбома:
- «Med lyset på» (1993)
- «Diger og gul» (1997)
- «Det blå arret» (2002)
- «Tida som går» (2004)

## Произведения
Жирным выделены произведения, переведенные на русский язык.
- «Historien om Gly» («История Глу») (1976) — сборник стихов
- «Ordbok»(1977) — сборник стихов
- «Amatøren» (1977) — роман
- «Kamelen i mitt hjerte» (1978) — сборник стихов
- «Jaktmarker» (1979) — сборник стихов
- «Billettene» (1980) — роман
- «Jokeren» (1981) — роман
- «Paraply» (1982) — сборник стихов
- «Beatles» («Битлз») (1984) — роман
- «Blodets bånd» (1985) — роман
- «Åsteder» (1986) — сборник стихов
- «Colombus ankomst» (1986) — пьеса
- «Sneglene» (1987) — роман
- «Herman» («Герман») (1988) — роман
- «Stempler» (1989) — сборник стихов
- «Vesterålen» (1989) — сборник стихов
- «Bly» (1990) — роман
- «Gutten som ville være en av gutta» (1992) — роман
- «Ingens» (1992) — сборник рассказов
- «Den akustiske skyggen» (1993) — сборник стихов
- «Mekka» (1994) — драма
- «Jubel» (1995) — роман
- «Den andre siden av blått. Et bildedikt fra Loften og Vesterålen.» (1996) — сборник стихов (соавтор)
- «Den misunnelige frisøren» (1997) — сборник рассказов
- «Noen som elsker hverandre» (1999) — сборник рассказов
- «Pasninger» (1999) — сборник стихов
- «Falleferdig himmel» (1999) — сборник стихов
- «Kongen som ville ha mer enn en krone» (1999) — книга для детей (соавтор)
- «Under en sort paraply» (1999) — сборник стихов (отбор/послесловие: Нильс Фредрик Даль).
- «Mann for sin katt» (2000) — книга для детей (с иллюстрациями Руни Юхана Андерссона)
- «Pinnsvinsol» (2000) — сборник стихов
- «Halvbroren» («Полубрат») (2001) — роман
- «Maskeblomstfamilien» (2003) — роман
- «Sanger og steiner» (2003) — сборник стихов
- «SATS» (2003) — сборник рассказов
- «Oscar Wildes heis» (2004) — сборник рассказов
- «Modellen» (2005) — роман
- «Norske omveier — i blues og bilder» (2005) — сборник стихов (с фотографиями Борда Лёкена[англ.])
- «Saabyes cirkus» («Цирк Кристенсена») (2006) — роман
- «Den arktiske drømmen» (2007) — фотоальбом
- «Ordiord» (2007) — книга для детей (с иллюстрациями Руни Юхана Андерссона)
- «Bisettelsen» (2008) — роман
- «Visning» (2009) — роман
- «Men buicken står der fremdeles» (2009) — сборник стихов (совместно с Томом Стальсбергом, с иллюстрациями Ларса Эйвинда Бунеса)
- «Bernhard Hvals forsnakkelser» (2010) — роман
- «Mit danske album» (2010) — мемуары (в переводе на датский Шарлотты Йоргенсен)
- «Sluk» («Посредник») (2012) — роман

## Пьесы
В 2010 пьеса Кристенсена «Chet spiller ikke her», поставленная в Норвежском национальном театре, была номинирована на премию Ибсена.